# 維波夫濟夫
50°56′7″N 30°47′26″E / 50.93528°N 30.79056°E
維波夫濟夫（烏克蘭語：Виповзів），是烏克蘭北部的村莊，隸屬切爾尼希夫州的切爾尼希夫區。該村始建於1168年，面積2.33平方公里，海拔高度106米，2014年人口326，人口密度每平方公里2.33人。